# Diagorás z Rhodu
Diagorás z Rhodu (Διαγόρας ὁ Ῥόδιος, 5. stol. př. n. l.) byl řecký boxer, jeden z nejslavnějších sportovců antiky. Známým se stal nejen svými vlastními olympijskými vítězstvími, ale i olympijskými vítězstvími svých synů a vnuků.
Pocházel z Ialyssu na Rhodu, z otcovy strany byl potomkem Damagéta, krále toho města, a ze strany matčiny potomkem messénského krále a héróa Aristoména. V Olympii zvítězil v boxu roku 464 př. n. l. (79. hry); na ostatních všeřeckých hrách pak zvítězil nejméně sedmkrát (čtyřikrát na isthmických, dvakrát na nemejských a nejméně jednou na pýthijských hrách). V sedmé ze svých Olympijských ód jej oslavil Pindaros; Diagorás vynikal nejen postavou (byl vysoký okolo 225 cm), ale především ušlechtilostí ducha a čestným přístupem k boji. Sochu v Olympii mu zhotovil Kaliklés. Jeho jméno na Rhodu nese fotbalový klub Diagorás FC a rovněž mezinárodní letiště.
Olympijskými vítězi se stali jak jeho tři synové – nejstarší, Dámagétos, zvítězil na olympiádě v pankratiu (dvakrát, 452 př. n. l., 82. hry, a 448 př. n. l., 83. hry), prostřední, Akúsiláos, v boxu (448 př. n. l.), nejmladší, Dórieus rovněž v pankratiu (třikrát, 432 př. n. l., 428 př. n. l. a 424 př. n. l., 87–89. hry), tak jeho dva vnukové, Euklés a Peisirrhodos. Na 83. hrách vyhráli jeho synové své disciplíny v jednom dni, což Řekové považovali za nejvyšší štěstí, jehož mohl smrtelník dosáhnout – proslavit se a přitom mít děti stejně slavné, ne-li ještě slavnější. Nosili svého otce na ramenou okolo stadiónu; když utichly ovace, nějaký Sparťan zvolal:
Κάτθανε, Διαγόρα, οὐ καὶ ἐς Ὅλυμπον ἀναβήσῃ

Kátthane, Diagóra, ou kaí es Ólympon anabéséi

Zemři, Diagoře, hned nyní! Na Olymp už nevystoupíš!
což znamenalo, že Diagorás dosáhl veškerého blaha, kterého člověk dosáhnout může. Diagorás v tom okamžiku skutečně zemřel štěstím a byl od té doby považován za nejblaženějšího člověka všech dob.
Jeho dcera, Kallipáteira (jméno znamená "z krásného otce"), byla jedinou ženou, kterou rozhodčí kdy přistihli na olympiádě (404. př. n. l., 94. hry), kam se, přestrojena za muže, vydala. Přestože taková žena měla být potrestána, hellanodikové jí pro úctu k jejímu otci a jejím potomkům odpustili.